# Chiesa di Santo Stefano del Ponte
La chiesa di Santo Stefano del Ponte è un luogo di culto cattolico situato nel comune di Sestri Levante, in via alla chiesa di Santo Stefano, nella città metropolitana di Genova. La chiesa è sede della parrocchia omonima del vicariato di Sestri Levante della diocesi di Chiavari.
È stata una delle principali matrici della comunità cristiana nel sestrese.

## Storia

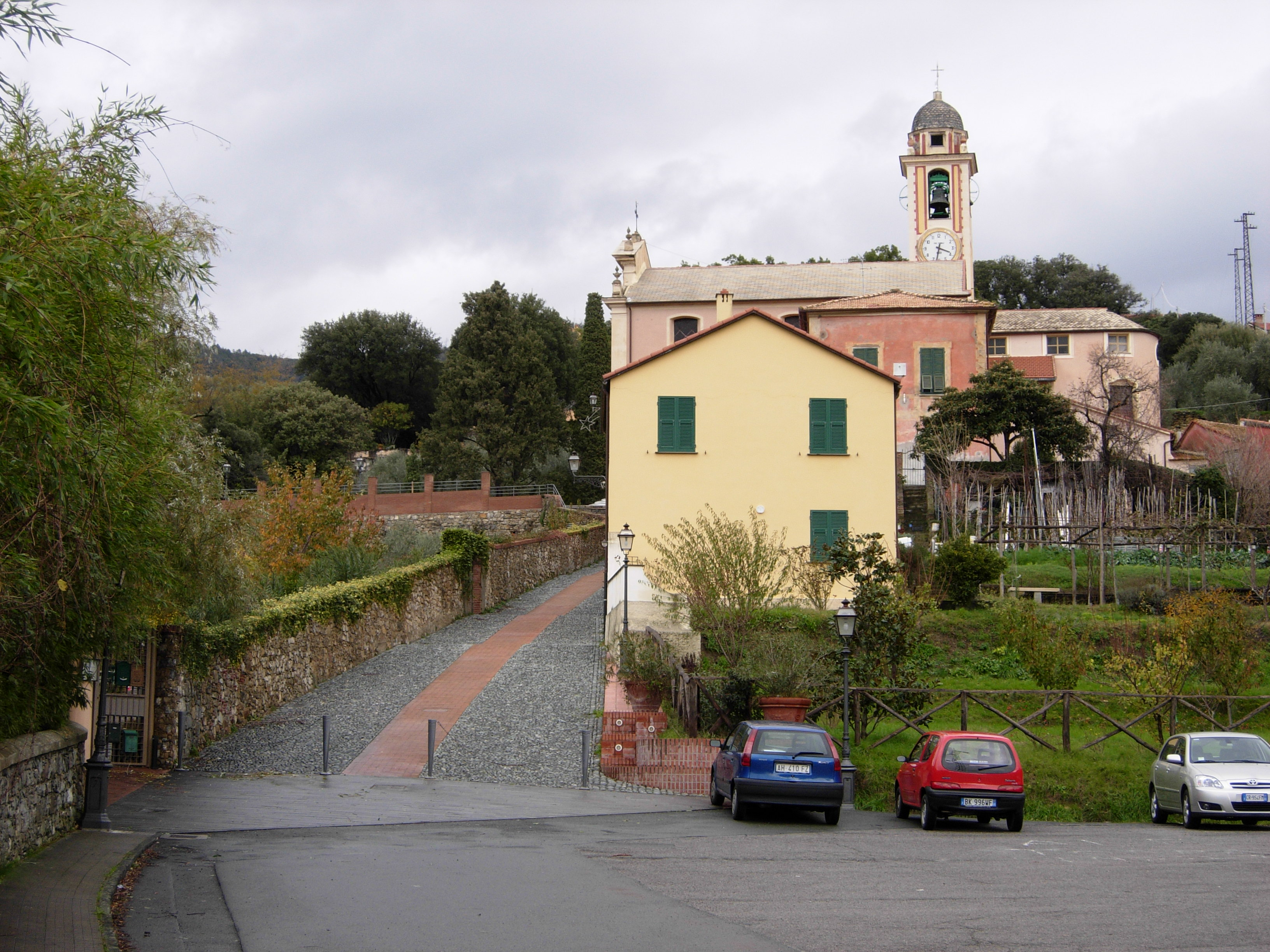
La chiesa vista dalla strada

Secondo l'opinione di alcuni studiosi, la costruzione della chiesa risalirebbe al periodo paleocristiano, ma della chiesa originaria non rimane, almeno alla superficie, alcun reperto. Le prime citazioni ufficiali vengono attestate in un livello del 1012 e ancora nel 1034.
La costruzione attuale si fa risalire al Settecento ed in seguito, per ordine dell'arciprete Carlo Callegari, parroco dal 1878 al 1901, e del nipote Angelo Callegari che gli succedette, la chiesa venne ampliata e resa più ricca con la costruzione del battistero e di un ricco pavimento marmoreo. In seguito il maestro Erminio Ferrea decorò la facciata con preziosi stucchi e fu aggiunta la statua di santo Stefano.
Già officiata da un collegio di canonici fu inglobata nel 1519 nei territori ecclesiastici della diocesi di Brugnato, mentre la sede del vicariato fu spostata nell'odierna basilica di Santa Maria di Nazareth. Nel 1959 passò sotto la diocesi di Chiavari così come altri edifici parrocchiali del sestrese.

## Descrizione

### Arte e architettura

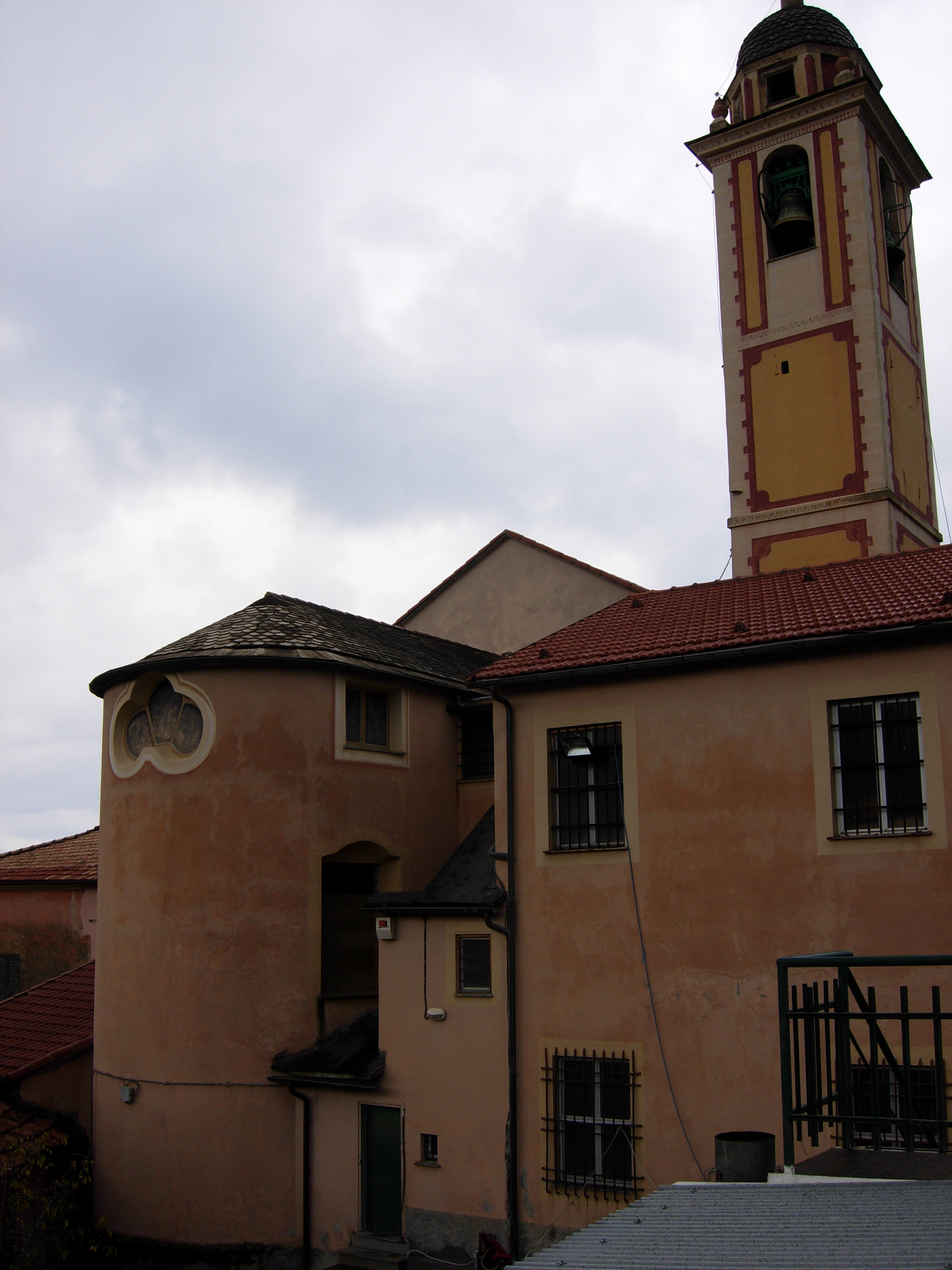
Veduta del campanile, dell'abside e della canonica

L'interno si presenta a tre navate con tre altari ed ogni navata è delimitata da due colonne a capitello corinzio e archi a tutto sesto. La navata centrale ha termine con una profonda abside.
L'altare centrale è consacrato al protomartire santo Stefano, mentre gli altri due sono sacri rispettivamente alla Vergine del Carmelo e a san Giuseppe.
L'altare maggiore è di fattura ottocentesca con ricchi marmi policromi e gradoni che non hanno la forma convessa tipica degli altari di stile rococò ma forma rettilinea. Il coro ligneo, che è in noce e risale alla seconda metà del XVIII secolo, riprende i motivi della tipica produzione ligure del Settecento.
L'altare dedicato alla Madonna del Carmelo ha la volta adorna di stucchi dorati e di lunette con angeli mentre le pareti sono di marmo con sei lesene di marmo giallo orientale.
L'altare, che risale alla prima metà del Settecento e che la tradizione locale vuole sia il dono del marchese Stefano Durazzo "per singola grazia ricevuta", è impreziosito da marmi e ha colonne a spirale di marmo giallo orientale. Nella nicchia della cappella del Carmine vi è la scultura lignea della Vergine del Carmelo databile al Seicento.

### Organo a canne
Sulla cantoria in controfacciata si trova l'organo a canne Mascioni opus 313, realizzato nel 1912 e restaurato dalla ditta costruttrice nel 2003. Integro nelle sue caratteristiche foniche originarie, dispone di 16 registri ed è a trasmissione pneumatica. Il materiale fonico è alloggiato all'interno di una cassa lignea con prospetto in tre campate; la consolle si trova anch'essa in cantoria ed ha due tastiere e pedaliera.